# Evarra tlahuacensis
Evarra tlahuacensis är en fiskart som beskrevs av Meek 1902. Evarra tlahuacensis ingår i släktet Evarra och familjen karpfiskar. IUCN kategoriserar arten globalt som utdöd. Inga underarter finns listade i Catalogue of Life.